# Wim Hospelt
Wilhelm „Wim“ Hospelt (* 17. Mai 1951 in Köln; † 15. Oktober 2019) war ein deutscher Eishockeyspieler. Er gehörte zu den Gründern des Kölner EC – „Die Haie“.

## Werdegang
Wim Hospelt begann mit dem Eishockeyspielen beim damals größten Eishockeyverein Kölns, dem Kölner Eisklub (KEK). Dort durchlief er als Stürmer sämtliche Jugendmannschaften und hatte 1969 erste Einsätze für die Profimannschaft, die zu dieser Zeit erstmals in der Bundesliga spielte. Allerdings stieg man in der Saison 1969/70 sofort wieder ab und spielte bis 1972 in der Oberliga, damals zweithöchste Spielklasse. 
1972 gehörte Hospelt zu den Gründern des Kölner EC – „Die Haie“ (KEC), der sich aus der vom KEK abgespaltenen Eishockeyabteilung gründete. Bereits in der ersten Spielzeit des neuen Vereins schaffte er mit den Haien den Wiederaufstieg in die Bundesliga. Dort gehörte Hospelt bis 1978 zu den Leistungsträgern und erreichte in der Spielzeit 1976/77 mit dem KEC dessen ersten Meistertitel. Danach spielte er noch einige Jahre für den Duisburger SC in der Bundesliga, weitere Titel konnte er allerdings nicht mehr gewinnen. 1982 beendete er nach einem Jahr in der zweiten Liga seine aktive Karriere.
Wim Hospelt hat außerdem für die deutsche Nationalmannschaft bei mehreren Weltmeisterschaften gespielt. Er war Jugendtrainer beim KEC und Mitglied der KEC-Traditionsmannschaft. Gemeinsam mit anderen ehemaligen Aktiven kehrte er bei Turnieren und Veranstaltungen immer wieder aufs Eis zurück. Er starb nach schwerer Krankheit im Oktober 2019 im Alter von 68 Jahren. Sein Sohn Kai spielte in der DEL ebenfalls für die Kölner Haie.